# Phương Thịnh
Phương Thịnh là một xã thuộc tỉnh Đồng Tháp, Việt Nam.

## Địa lý
Xã Phương Thịnh có vị trí địa lý: 
- Phía bắc giáp xã Phú Cường.
- Phía nam giáp xã Ba Sao.
- Phía đông giáp xã Trường Xuân.
- Phía tây giáp xã Phong Mỹ.

Xã có diện tích 104,65 km², dân số năm 2025 là 21.031 người, mật độ dân số đạt 200 người/km².

## Lịch sử
Ngày 27 tháng 12 năm 1980, Hội đồng Chính phủ ban hành Quyết định 382-CP về việc:
- Chia xã Phương Thịnh thành hai xã lấy tên là xã Phương Thịnh và xã Ba Sao.
- Thành lập xã Phương Trà trên cơ sở sáp nhập ấp Một của xã Phương Thịnh.

Ngày 5 tháng 1 năm 1981, Hội đồng Chính phủ ban hành Quyết định 4-CP về việc chia huyện Cao Lãnh thành hai huyện lấy tên là huyện Cao Lãnh và huyện Tháp Mười. Xã Phương Thịnh thuộc huyện Cao Lãnh.
Ngày 23 tháng 2 năm 1983, Hội đồng Bộ trưởng ban hành Quyết định 13-HĐBT về việc thành lập thị xã Cao Lãnh trên cơ sở điều chỉnh một phần diện tích và dân số của huyện Cao Lãnh. Xã Phương Thịnh thuộc huyện Cao Lãnh.
Ngày 16 tháng 6 năm 2025, Ủy ban Thường vụ Quốc hội ban hành Nghị quyết số 1663/NQ-UBTVQH15 về việc sắp xếp các đơn vị hành chính cấp xã của tỉnh Đồng Tháp năm 2025. Theo đó, sắp xếp toàn bộ diện tích tự nhiên, quy mô dân số của xã Hưng Thạnh (huyện Tháp Mười) và Phương Thịnh thành xã mới có tên gọi là xã Phương Thịnh.
Sau khi sáp nhập, xã Phương Thịnh có 104,65 km² diện tích tự nhiên và dân số 21.675 người.